# Nati il 7 dicembre
| Questa pagina contiene informazioni ricavate automaticamente dalle voci biografiche con l'ausilio del template Bio e di un bot. L'aggiornamento è periodico e automatico e ricostruisce completamente la pagina. Se manca una persona in questa lista, sei pregato di non aggiungerla, ma accertati piuttosto che la sua voce biografica contenga il template Bio e che i dati anagrafici siano correttamente compilati. Se il template Bio manca, inseriscilo tu stesso o, in alternativa, metti l'avviso {{tmp\|Bio}} che ne segnala la mancanza. Se i dati riportati sono sbagliati, correggi direttamente la voce biografica; le modifiche saranno visibili in questa lista entro pochi giorni. Per chiarimenti vedi il progetto biografie. La lista contiene solo le 1.066 persone che sono citate nell'enciclopedia e per le quali è stato implementato correttamente il template Bio. Pagina aggiornata al 17 ago 2025. |

## VI secolo(1)
- 521 - Columba di Iona, abate e santo irlandese († 597)

## X secolo(1)
- 967 - Abu Saʿīd ibn Abi l-Khayr, mistico persiano († 1049)

## XIII secolo(1)
- 1258 - Trần Nhân Tông, imperatore vietnamita († 1308)

## XIV secolo(1)
- 1302 - Azzone Visconti, italiano († 1339)

## XV secolo(2)
- 1459 - Diego Ramírez de Fuenleal, vescovo cattolico spagnolo († 1537)
- 1472 - Antongaleazzo Bentivoglio, italiano († 1525)

## XVI secolo(10)
- 1532 - Ludovico I di Sayn-Wittgenstein, nobile tedesco († 1605)
- 1545 - Enrico Stuart, re britannico († 1567)
- 1548 - Gonzalo Argote de Molina, storico spagnolo († 1596)
- 1555 - Johannes Goddaeus, giurista tedesco († 1632)
- 1561 - Kikkawa Hiroie, militare giapponese († 1626)
- 1578 - Battistello Caracciolo, pittore italiano († 1635)
- 1592 - Ingen Ryūki, poeta e calligrafo cinese († 1673)
- 1597 - Anna Maria del Liechtenstein, principessa austriaca
- 1598 - Gian Lorenzo Bernini, scultore, urbanista e architetto italiano († 1680)
- 1598 - Ettore Nini, scrittore e traduttore italiano († 1642)

## XVII secolo(15)
- 1602 - Bartolomeo Mastri, francescano, filosofo e teologo italiano († 1673)
- 1607 - Giovanni Ambrogio Bicuti, vescovo cattolico italiano († 1675)
- 1617 - Evaristo Baschenis, pittore italiano († 1677)
- 1627 - Luisa Enrichetta d'Orange, nobile olandese († 1667)
- 1637 - William Burke, VII conte di Clanricarde, militare irlandese († 1687)
- 1637 - Bernardo Pasquini, compositore, clavicembalista e organista italiano († 1710)
- 1641 - Luigi di Lorena, nobile francese († 1718)
- 1643 - Giovanni Battista Falda, incisore italiano († 1678)
- 1647 - Giovanni Ceva, matematico italiano († 1734)
- 1647 - Francesco del Giudice, cardinale italiano († 1725)
- 1648 - Giovanni Maria Capelli, compositore italiano († 1726)
- 1651 - Ansaldo Ansaldi, giurista e letterato italiano († 1719)
- 1661 - Fëdor Matveevič Apraksin, ammiraglio russo († 1728)
- 1677 - Ippolita Cantelmo Stuart, nobile e poetessa italiana († 1754)
- 1697 - Pietro Augusto di Schleswig-Holstein-Sonderburg-Beck, nobile tedesco († 1775)

## XVIII secolo(40)
- 1709 - Andrea Gallandi, storico italiano († 1779)
- 1716 - Enrico Ernesto II di Stolberg-Wernigerode, nobile tedesco († 1778)
- 1720 - Enrichetta Amalia di Anhalt-Dessau, nobile tedesca († 1793)
- 1725 - Pietro Colonna Pamphili, cardinale e arcivescovo cattolico italiano († 1780)
- 1731 - Jan Chrzciciel Albertrandi, storico, gesuita e bibliotecario polacco († 1808)
- 1731 - Abraham Hyacinthe Anquetil-Duperron, orientalista francese († 1805)
- 1733 - Antoine Jean Marie Thévenard, ammiraglio francese († 1815)
- 1735 - Gregorio Fontana, matematico e religioso italiano († 1803)
- 1739 - Anna Aleksandrovna Stroganova, nobildonna russa († 1816)
- 1739 - Johann Georg Schlosser, scrittore tedesco († 1799)
- 1743 - Johann Joachim Eschenburg, critico letterario e storico tedesco († 1820)
- 1744 - Laure-Auguste de Fitz-James, nobildonna francese († 1814)
- 1750 - Cornelia Schlosser, tedesca († 1777)
- 1754 - Jean-Antoine Marbot, generale e politico francese († 1800)
- 1757 - Giuseppe Duodo, militare italiano († 1811)
- 1758 - Alessandro Strozzi, militare italiano († 1817)
- 1759 - Giulio Cesare Marenco di Moriondo, nobile italiano († 1841)
- 1761 - Wilhelm Gottlieb Tennemann, storico della filosofia tedesco († 1819)
- 1764 - Claude-Victor Perrin, generale francese († 1841)
- 1764 - Pierre Prévost, pittore francese († 1823)
- 1768 - Jean Isidore Harispe, generale francese († 1855)
- 1770 - Cesare Ambrogio San Martino d'Agliè, diplomatico italiano († 1847)
- 1770 - Christian Rudolph Wilhelm Wiedemann, medico, storico e naturalista tedesco († 1840)
- 1770 - Maria Cristina di Sassonia, nobile tedesca († 1851)
- 1775 - Enrico Milliet di Faverges, generale e nobile italiano († 1839)
- 1778 - Wilhelm Frimann Koren Christie, politico norvegese († 1849)
- 1778 - Franz Naegele, chirurgo tedesco († 1851)
- 1779 - Gabriele Pepe, militare, patriota e letterato italiano († 1849)
- 1781 - Philip Henry Stanhope, IV conte di Stanhope, nobile e politico inglese († 1855)
- 1782 - Nicolaus Michael Oppel, naturalista tedesco († 1820)
- 1783 - Ekaterina Pavlovna Bagration, nobildonna russa († 1857)
- 1784 - Ambrogio Berchet, patriota italiano († 1864)
- 1784 - Allan Cunningham, scrittore e giornalista scozzese († 1842)
- 1786 - Maria Walewska, nobile polacca († 1817)
- 1787 - Giulio Foscolo, militare italiano († 1838)
- 1791 - Joseph-Marie de Foras, generale e politico italiano († 1854)
- 1791 - Bernard Pierre Magnan, generale francese († 1865)
- 1792 - Abraham Jacob van der Aa, scrittore, biografo e geografo olandese († 1857)
- 1795 - Vincenzo Merighi, compositore e violoncellista italiano († 1849)
- 1800 - Carlo Maggiorani, medico e politico italiano († 1885)

## XIX secolo(170)
- 1801 - Johann Nestroy, attore teatrale, commediografo e cantante lirico austriaco († 1862)
- 1804 - William Barton Rogers, geologo statunitense († 1882)
- 1805 - Jean Eugène Robert-Houdin, illusionista francese († 1871)
- 1807 - Feodora di Leiningen, nobile tedesca († 1872)
- 1810 - Francesco Ferrara, economista e politico italiano († 1900)
- 1810 - Theodor Schwann, biologo tedesco († 1882)
- 1812 - Hieronim Kajsiewicz, presbitero polacco († 1873)
- 1813 - Ondrej Caban, patriota, presbitero e scrittore slovacco († 1860)
- 1819 - Sara Levi Nathan, patriota, filantropa e politica italiana († 1882)
- 1823 - Leopold Kronecker, matematico e logico tedesco († 1891)
- 1823 - Carlo Poma, medico e patriota italiano († 1852)
- 1824 - George Housman Thomas, pittore, incisore e illustratore inglese († 1868)
- 1825 - Malvina Garrigues, soprano portoghese († 1904)
- 1825 - Hippolyte Jouvin, fotografo francese († 1889)
- 1825 - Corneille Antoine Jean Abraham Oudemans, medico e naturalista olandese († 1906)
- 1826 - Edmund G. Ross, politico e editore statunitense († 1907)
- 1827 - Teodoro Cottrau, compositore italiano († 1879)
- 1827 - Francesco Imbert Paternò Gioeni, politico italiano
- 1828 - Heinrich Karl von Haymerle, politico austriaco († 1881)
- 1829 - Giuseppe Basteris, politico italiano († 1895)
- 1829 - Ernest de Boigne, politico francese († 1895)
- 1829 - Marc Monnier, scrittore italiano († 1885)
- 1829 - Joseph von Schork, arcivescovo cattolico tedesco († 1905)
- 1830 - Luigi Cremona, matematico e politico italiano († 1903)
- 1830 - Judah Leib Gordon, poeta e scrittore russo († 1892)
- 1831 - Joanna Mary Boyce, pittrice inglese († 1861)
- 1831 - Charles Gauthier, scultore francese († 1891)
- 1835 - Joseph Pothier, musicologo e abate francese († 1923)
- 1836 - John Wolfe Barry, ingegnere britannico († 1918)
- 1837 - Johann Nepomuk Wilczek, esploratore e mecenate austro-ungarico († 1922)
- 1839 - Redvers Buller, generale britannico († 1908)
- 1839 - Paul-Gustave Herbinger, militare francese († 1886)
- 1840 - Hermann Goetz, compositore tedesco († 1876)
- 1842 - Otto Ammon, antropologo tedesco († 1916)
- 1842 - Jules Grison, compositore e organista francese († 1896)
- 1843 - Helena Nyblom, scrittrice, musicista e disegnatrice danese († 1926)
- 1844 - Juan Alais, chitarrista argentino († 1914)
- 1845 - Ludwig Lichtheim, neurologo e medico tedesco († 1928)
- 1845 - Petra Pérez Florido, religiosa spagnola († 1906)
- 1845 - Aurel Voss, matematico tedesco († 1931)
- 1847 - Solomon Schechter, rabbino e pedagogo romeno († 1915)
- 1849 - Pierre-Paulin Andrieu, cardinale e arcivescovo cattolico francese († 1935)
- 1849 - Massimiliano Emanuele di Baviera, duca († 1893)
- 1850 - Guido Nobili, scrittore italiano († 1916)
- 1854 - Paul Gerber, insegnante e fisico tedesco († 1909)
- 1855 - Stuart Macrae, calciatore inglese († 1927)
- 1855 - Clementine Plessner, attrice austriaca († 1943)
- 1856 - Josef Fanta, architetto ceco († 1954)
- 1856 - Oreste Mattirolo, botanico, micologo e biologo italiano († 1947)
- 1856 - Romano Mignini, scultore italiano († 1918)
- 1857 - Louis Dollo, paleontologo belga († 1931)
- 1857 - Bruce Hamilton, generale britannico († 1936)
- 1857 - Uroš Predić, pittore serbo († 1953)
- 1858 - Tommaso Catani, presbitero e scrittore italiano († 1925)
- 1858 - Ned Haig, rugbista a 15 scozzese († 1939)
- 1860 - Joseph Cook, politico australiano († 1947)
- 1861 - Henri Berthelot, generale francese († 1931)
- 1861 - Cecil Edward Bingham, generale irlandese († 1934)
- 1861 - John Capper, generale inglese († 1955)
- 1861 - Gaetano Mario Columba, storico e politico italiano († 1947)
- 1861 - Heinrich Ernst Karl Jordan, entomologo tedesco († 1959)
- 1861 - François Nardi, pittore francese († 1936)
- 1861 - Giacomo Venezian, patriota e giurista italiano († 1915)
- 1862 - Paul Adam, scrittore francese († 1920)
- 1862 - Henry Augustus Pilsbry, biologo statunitense († 1957)
- 1863 - Felix Calonder, politico svizzero († 1952)
- 1863 - Pietro Mascagni, compositore e direttore d'orchestra italiano († 1945)
- 1863 - Svetolik Ranković, scrittore serbo († 1899)
- 1864 - Sybil Sanderson, soprano statunitense († 1903)
- 1866 - Felice Ambrogio Guerra Fezia, missionario e arcivescovo cattolico italiano († 1957)
- 1866 - Vittorio Lazzarini, paleografo italiano († 1957)
- 1868 - Delaval Astley, ufficiale e giocatore di curling britannico († 1951)
- 1868 - Theophil Wurm, vescovo luterano tedesco († 1953)
- 1869 - Matej Metod Bella, pastore protestante, politico e avvocato slovacco († 1946)
- 1869 - George Codd, politico e avvocato statunitense († 1927)
- 1869 - Ambrosio Figueroa, generale, politico e rivoluzionario messicano († 1913)
- 1870 - Richard Specht, musicologo, drammaturgo e paroliere austriaco († 1932)
- 1872 - Johan Huizinga, storico e linguista olandese († 1945)
- 1873 - Willa Cather, scrittrice statunitense († 1947)
- 1873 - Aldo Oviglio, politico italiano († 1942)
- 1873 - Giovanni Sabini, magistrato e politico italiano († 1949)
- 1874 - Vasco Creti, attore italiano († 1945)
- 1874 - Alice Louise Shepard, statunitense († 1950)
- 1874 - Hüseyin Cahit Yalçın, giornalista, scrittore e politico turco († 1957)
- 1875 - Coenraad V. Bos, pianista olandese († 1955)
- 1875 - Fatali Khan Khoyski, avvocato e politico azero († 1920)
- 1875 - Giuseppe Momo, ingegnere e architetto italiano († 1940)
- 1877 - Walter Abbott, calciatore inglese († 1941)
- 1878 - Akiko Yosano, scrittrice e poetessa giapponese († 1942)
- 1879 - Karl Klingler, violinista, compositore e insegnante tedesco († 1971)
- 1879 - Illarion Nikolaevič Pevtsov, attore russo († 1934)
- 1879 - Mabel Taylor, arciera statunitense († 1967)
- 1880 - Anacleto Gerosa, imprenditore e politico italiano
- 1880 - Lawrence Henry Gipson, storico statunitense († 1971)
- 1880 - Federico Lunardi, arcivescovo cattolico, etnologo e archeologo italiano († 1954)
- 1880 - Mario Pellegrini, ammiraglio italiano († 1954)
- 1881 - Giuseppe Amisani, pittore italiano († 1941)
- 1881 - Alberto Calza Bini, architetto e pittore italiano († 1957)
- 1881 - Maria Pia Mastena, religiosa e beata italiana († 1951)
- 1882 - Amato Festi, imprenditore e politico italiano († 1975)
- 1882 - Jacques Sevin, gesuita francese († 1951)
- 1883 - Gaston Barreau, calciatore e allenatore di calcio francese († 1958)
- 1883 - Sergej Ivanovič Beljavskij, astronomo russo († 1953)
- 1883 - Raoul Caudron, allenatore di calcio francese († 1958)
- 1883 - Nicola Galante, pittore e incisore italiano († 1969)
- 1883 - David Powell, attore scozzese († 1925)
- 1884 - Enrico Fossa Mancini, geologo italiano († 1950)
- 1884 - Petru Groza, politico rumeno († 1958)
- 1884 - Félix Julien, calciatore francese († 1915)
- 1884 - Igino Sderci, liutaio italiano († 1983)
- 1885 - Enrico Debernardi, calciatore italiano († 1972)
- 1885 - Varvàra Dolgorouki, scrittrice russa († 1980)
- 1885 - Karel Hradecký, calciatore boemo († 1967)
- 1885 - Ctibor Malý, calciatore boemo († 1968)
- 1885 - Reginald Percy Mills, aviatore inglese († 1968)
- 1885 - Theodor Nauman, pallanuotista svedese († 1947)
- 1885 - Mason Phelps, golfista statunitense († 1945)
- 1885 - Peter Sturholdt, pugile statunitense († 1919)
- 1886 - Frédéric Marie Blessing, missionario e vescovo cattolico olandese († 1962)
- 1886 - Demetrius Constantine Dounis, violinista e docente statunitense († 1954)
- 1886 - Richard Löwy, ingegnere e militare austro-ungarico († 1944)
- 1887 - Anton Haberstock, calciatore svizzero († 1933)
- 1887 - István Herczeg, ginnasta ungherese († 1949)
- 1887 - Eugenio Spiazzi, politico italiano († 1957)
- 1887 - Ernst Toch, compositore e pianista austriaco († 1964)
- 1888 - Joyce Cary, scrittore irlandese († 1957)
- 1888 - Jin'ichi Kusaka, ammiraglio giapponese († 1972)
- 1888 - Carl Malmsten, designer svedese († 1972)
- 1888 - Molly Malone, attrice statunitense († 1952)
- 1888 - Guido Manganelli, archivista italiano († 1961)
- 1889 - Fred Antoine Angermayer, drammaturgo tedesco († 1951)
- 1889 - Roberto Ferrari, ginnasta italiano († 1937)
- 1889 - Gabriel Marcel, filosofo, scrittore e drammaturgo francese († 1973)
- 1889 - Francesco Pinelli, latinista e grecista italiano († 1972)
- 1890 - Raymond Frémont, calciatore francese († 1960)
- 1890 - Ingolf Pedersen, calciatore norvegese († 1964)
- 1891 - Carlo Colussi, politico e giornalista italiano († 1945)
- 1891 - Vasil Gendov, attore, regista e sceneggiatore bulgaro († 1970)
- 1891 - Adolfo Infante, generale italiano († 1970)
- 1891 - Robert Martin, direttore della fotografia statunitense († 1980)
- 1891 - Otto Rasch, militare, poliziotto e criminale di guerra tedesco († 1948)
- 1891 - Alessandro Zenatello, pittore italiano († 1977)
- 1892 - Maria Luisa Boncompagni, conduttrice radiofonica italiana († 1982)
- 1892 - Stuart Davis, pittore statunitense († 1964)
- 1892 - Max Ehrlich, attore, sceneggiatore e comico tedesco († 1944)
- 1892 - Albert Holness, esploratore britannico († 1924)
- 1892 - Hugo Lundevall, nuotatore svedese († 1949)
- 1892 - Raymond McKee, attore, musicista e paroliere statunitense († 1984)
- 1892 - Olena Stepaniv, militare e economista ucraina († 1963)
- 1893 - Fay Bainter, attrice statunitense († 1968)
- 1893 - Hermann Balck, generale tedesco († 1982)
- 1893 - Salvatore Bruno, scultore italiano († 1987)
- 1893 - Mihály Pataki, calciatore ungherese († 1977)
- 1893 - Louis Renard, militare francese († 1943)
- 1893 - Luigi Sartini, militare italiano († 1941)
- 1894 - Lars Schybergson, calciatore finlandese († 1976)
- 1894 - Franz Westhoven, generale tedesco († 1983)
- 1895 - Marcel Bucard, politico francese († 1946)
- 1895 - Betty Burbridge, sceneggiatrice e attrice statunitense († 1987)
- 1895 - Karl Flink, allenatore di calcio e calciatore tedesco († 1958)
- 1896 - Mario Benzing, scrittore e traduttore italiano († 1958)
- 1896 - Yu Dafu, scrittore e poeta cinese († 1945)
- 1897 - Pietro Crespi, militare italiano († 1918)
- 1897 - Ambróz Lazík, vescovo cattolico slovacco († 1969)
- 1897 - Lazzaro Ponticelli, militare e supercentenario italiano († 2008)
- 1898 - Joaquín Pérez Madrigal, politico, giornalista e scrittore spagnolo († 1988)
- 1898 - Cesare Santagostino, calciatore italiano († 1955)
- 1899 - Marcella Albani, attrice e produttrice cinematografica italiana († 1959)
- 1900 - Kateryna Bilokur, artista ucraina († 1961)
- 1900 - Christian Matras, linguista e poeta faroese († 1988)

## XX secolo(804)
- 1901 - Ercole Vincenzo Orsini, partigiano italiano († 1943)
- 1902 - Lloyd Leith, arbitro di pallacanestro e allenatore di pallacanestro statunitense († 1979)
- 1903 - Carlo Dalla Zorza, pittore e incisore italiano († 1977)
- 1903 - Kang Ryang-uk, politico e presbitero nordcoreano († 1983)
- 1903 - Aleksandr Il'ič Lejpunskij, fisico e ingegnere sovietico († 1972)
- 1903 - Guido Sola Titetto, partigiano e politico italiano († 1957)
- 1904 - Enrique Gainzarain, calciatore argentino († 1972)
- 1904 - Luigi Grassi, politico, antifascista e partigiano italiano († 1975)
- 1904 - Alma Macrorie, montatrice statunitense († 1970)
- 1904 - Clarence Nash, doppiatore e cantante statunitense († 1985)
- 1905 - Carmelo Comes, pittore e ceramista italiano († 1988)
- 1905 - Gerard Peter Kuiper, astronomo olandese († 1973)
- 1906 - Ambrogio Favalli, calciatore italiano
- 1906 - Erika Fuchs, traduttrice tedesca († 2005)
- 1906 - Piero Mondini, calciatore italiano
- 1907 - Imre Ámos, pittore ungherese († 1944)
- 1907 - Roberto Bianchi Montero, regista, sceneggiatore e attore italiano († 1986)
- 1907 - Renato Bossi, tennista e attore italiano († 1948)
- 1907 - Antonio León Ortega, scultore spagnolo († 1991)
- 1907 - Friedrich Müller, calciatore tedesco († 1978)
- 1908 - Oreste Capuzzo, ginnasta italiano († 1985)
- 1908 - Vilém Červený, allenatore di calcio e calciatore cecoslovacco († 1977)
- 1908 - Christian Coudray, militare e aviatore francese († 1941)
- 1908 - John Doeg, tennista statunitense († 1978)
- 1908 - Jules Staudt, pallanuotista lussemburghese († 1966)
- 1908 - Son Ngoc Thanh, politico cambogiano († 1977)
- 1909 - Euclydes Barbosa, calciatore brasiliano († 1988)
- 1909 - Vladimír Bína, calciatore cecoslovacco († 1988)
- 1909 - Tanți Cocea, attrice rumena († 1990)
- 1909 - Erwin Lambert, militare e funzionario tedesco († 1976)
- 1909 - Marian Mazur, ingegnere polacco († 1983)
- 1909 - Mario Pizziolo, calciatore e allenatore di calcio italiano († 1990)
- 1909 - Nikola Vapcarov, poeta bulgaro († 1942)
- 1910 - Rod Cameron, attore e stuntman canadese († 1983)
- 1910 - Ekaterina Alekseevna Furceva, politica sovietica († 1974)
- 1910 - Eleanor J. Gibson, psicologa statunitense († 2002)
- 1910 - Duncan McNaughton, altista canadese († 1998)
- 1910 - Raffaello Niccolai, calciatore italiano
- 1910 - Ambrosio Padilla, cestista, dirigente sportivo e politico filippino († 1996)
- 1910 - Louis Prima, musicista e cantante statunitense († 1978)
- 1910 - Aleksandrs Rehtšprehers, calciatore lettone († 1994)
- 1910 - Richard Brooke Roberts, biologo statunitense († 1980)
- 1910 - Edmundo Ros, cantante, arrangiatore e direttore d'orchestra trinidadiano († 2011)
- 1911 - Geo Bortolini, calciatore italiano
- 1911 - Štefan Fabián, calciatore slovacco († 1985)
- 1911 - Otto Kolar, cestista statunitense († 1995)
- 1911 - Anton Richter, sollevatore austriaco († 1989)
- 1911 - Ronnie Rooke, calciatore e allenatore di calcio inglese († 1985)
- 1911 - Alessandro Torlonia, nobile italiano († 1986)
- 1911 - Ol'ga Vikland, attrice sovietica († 1995)
- 1911 - Birger Wasenius, pattinatore di velocità su ghiaccio finlandese († 1940)
- 1912 - Shigeru Egami, karateka e maestro di karate giapponese († 1981)
- 1912 - Giorgio Michetti, pittore, disegnatore e illustratore italiano († 2019)
- 1912 - Franciszek Szymura, pugile e cestista polacco († 1985)
- 1912 - Henri Thomas, scrittore, poeta e traduttore francese († 1993)
- 1913 - Per Anger, diplomatico svedese († 2002)
- 1913 - Luigi Caccia Dominioni, architetto, designer e urbanista italiano († 2016)
- 1913 - František Čáp, regista e sceneggiatore cecoslovacco († 1972)
- 1913 - Andrés Lerín, calciatore e allenatore di calcio spagnolo († 1998)
- 1913 - Alfredo Signori, pittore italiano († 2009)
- 1914 - Fermo Camellini, ciclista su strada italiano († 2010)
- 1914 - Eusebio Maria Codina Millà, religioso spagnolo († 1936)
- 1914 - Giovanni Corona, poeta italiano († 1987)
- 1914 - Giorgio Dentuti, monaco cristiano e calciatore italiano († 1990)
- 1914 - Noemo Grugnetti, calciatore italiano
- 1914 - Hans Rohde, calciatore tedesco († 1979)
- 1914 - Einari Teräsvirta, ginnasta finlandese († 1995)
- 1915 - Carl Bennett, dirigente sportivo e allenatore di pallacanestro statunitense († 2013)
- 1915 - Leigh Brackett, scrittrice e sceneggiatrice statunitense († 1978)
- 1915 - Johnny Gee, cestista e giocatore di baseball statunitense († 1988)
- 1915 - Irena Kamecka, cestista polacca († 1968)
- 1915 - Joyce Redman, attrice irlandese († 2012)
- 1915 - Eli Wallach, attore statunitense († 2014)
- 1915 - Guido Zappa, matematico italiano († 2015)
- 1916 - Bernardo Bernardi, antropologo, saggista e africanista italiano († 2007)
- 1916 - Jan Hannelius, compositore di scacchi finlandese († 2005)
- 1916 - Thorleif Larsen, calciatore norvegese († 1975)
- 1916 - John G. Morris, fotografo e editore statunitense († 2017)
- 1917 - Enrico Boniforti, allenatore di calcio e calciatore italiano († 1991)
- 1917 - Jerzy Dowgird, cestista e allenatore di pallacanestro polacco († 2003)
- 1917 - George Hamilton, calciatore scozzese († 2001)
- 1917 - Hurd Hatfield, attore statunitense († 1998)
- 1917 - Ottorino Volonterio, pilota automobilistico svizzero († 2003)
- 1918 - Carla Capponi, partigiana e politica italiana († 2000)
- 1918 - Max Merkel, allenatore di calcio e calciatore austriaco († 2006)
- 1919 - Douglas Fitzgerald Dowd, economista statunitense († 2017)
- 1919 - Lis Løwert, attrice danese († 2009)
- 1919 - Mario Rosi, calciatore italiano
- 1920 - Frances Gifford, attrice statunitense († 1994)
- 1920 - Fiorenzo Magni, ciclista su strada, pistard e dirigente sportivo italiano († 2012)
- 1920 - Walter Nowotny, aviatore austriaco († 1944)
- 1920 - Vincenzo Tusa, archeologo italiano († 2009)
- 1920 - Julian Velásquez, schermidore argentino
- 1920 - Józef Żyliński, cestista e allenatore di pallacanestro polacco († 2014)
- 1921 - Anatolij Bannyk, scacchista ucraino († 2013)
- 1921 - Ángela Crocco, cestista argentina († 1970)
- 1921 - Arne Dørumsgaard, musicista, compositore e cantante norvegese († 2006)
- 1921 - José Guardiola, attore e doppiatore spagnolo († 1988)
- 1921 - Franco Parenti, attore, direttore artistico e autore televisivo italiano († 1989)
- 1921 - Domenico Sereno Regis, pacifista italiano († 1984)
- 1921 - Tilda Thamar, attrice, regista e pittrice argentina († 1989)
- 1922 - Luciano Bianchi Scarella, pittore italiano († 2017)
- 1922 - Simon Hantaï, pittore ungherese († 2008)
- 1922 - Rogério Lantres de Carvalho, calciatore portoghese († 2019)
- 1922 - Vladimir Aleksandrovič Nazarov, regista sovietico († 2001)
- 1922 - Maria Luisa Spaziani, poetessa, traduttrice e aforista italiana († 2014)
- 1923 - Dante Clauser, presbitero italiano († 2013)
- 1923 - Alan Ford, nuotatore statunitense († 2008)
- 1923 - Ted Knight, attore statunitense († 1986)
- 1923 - Raúl Schiaffino, calciatore uruguaiano († 1993)
- 1923 - Gino Valle, architetto e designer italiano († 2003)
- 1924 - Liisi Beckmann, designer e artista finlandese († 2004)
- 1924 - Jovanka Broz, politica jugoslava († 2013)
- 1924 - Jack Couffer, direttore della fotografia e regista statunitense († 2021)
- 1924 - Bent Fabric, pianista e compositore danese († 2020)
- 1924 - Martino Gomiero, vescovo cattolico italiano († 2009)
- 1924 - Gordon Kaile, calciatore inglese († 1988)
- 1924 - John Love, pilota automobilistico zimbabwese († 2005)
- 1924 - Renzo Morchio, fisico italiano
- 1924 - Mário Soares, politico portoghese († 2017)
- 1925 - Enrico Colombotto Rosso, pittore italiano († 2013)
- 1925 - Fred Paine, cestista statunitense († 2004)
- 1925 - Max Zaslofsky, cestista, allenatore di pallacanestro e dirigente sportivo statunitense († 1985)
- 1925 - Hermano da Silva Ramos, ex pilota automobilistico brasiliano
- 1926 - Antonio Capizzi, filosofo e storico italiano († 2003)
- 1926 - Rino Ferrario, calciatore italiano († 2012)
- 1926 - César Héctor González, calciatore e allenatore di calcio argentino († 2016)
- 1926 - Gerardo Litterio, politico italiano († 2025)
- 1926 - Anna Pontremoli, pittrice italiana († 2019)
- 1926 - Luigi Rech, politico, sindacalista e dirigente sportivo italiano († 2012)
- 1927 - Giovanni De Martin, bobbista italiano († 1999)
- 1927 - Helen Watts, contralto britannico († 2009)
- 1928 - Luciano Bechicchi, driver italiano († 2019)
- 1928 - Noam Chomsky, linguista e filosofo statunitense
- 1928 - Jim Grimm, compositore e musicologo svizzero († 2006)
- 1928 - Bede Vincent Heather, vescovo cattolico australiano († 2021)
- 1928 - Alberto Sed, superstite dell'Olocausto italiano († 2019)
- 1929 - Tommaso Berger, imprenditore italiano († 2009)
- 1929 - Gaudenzio Capelli, giornalista e fumettista italiano
- 1929 - Habib Ali Kiddie, hockeista su prato pakistano († 1987)
- 1929 - Donald McDermott, pattinatore di velocità su ghiaccio statunitense († 2020)
- 1929 - Alberto Picotti, scrittore italiano († 2018)
- 1929 - Boris Stepancev, regista sovietico († 1983)
- 1930 - Clemente Gotti, calciatore italiano († 2009)
- 1930 - Giorgio Gualerzi, giornalista, critico musicale e saggista italiano († 2016)
- 1930 - Dani Karavan, scultore, pittore e coreografo israeliano († 2021)
- 1930 - Skull Murphy, wrestler canadese († 1970)
- 1930 - Seymour Schwartzman, cantante lirico statunitense († 2009)
- 1930 - Lupe Serrano, ballerina e insegnante cilena († 2023)
- 1931 - Allan B. Calhamer, autore di giochi statunitense († 2013)
- 1931 - James Grogan, pattinatore artistico su ghiaccio statunitense († 2000)
- 1931 - Giancarlo Gualco, cestista e dirigente sportivo italiano († 2014)
- 1931 - Nicholas Cheong Jin-suk, cardinale e arcivescovo cattolico sudcoreano († 2021)
- 1932 - Ellen Burstyn, attrice statunitense
- 1932 - Rino Golinelli, pittore italiano († 2017)
- 1932 - François Jacques Marie Gérard Lafortune, tiratore a segno belga († 2020)
- 1932 - Policarpo Paz García, generale e politico honduregno († 2000)
- 1933 - Krsto Papić, sceneggiatore e regista croato († 2013)
- 1933 - José María Portell, giornalista spagnolo († 1978)
- 1934 - João Gonçalves Filho, nuotatore e pallanuotista brasiliano († 2010)
- 1934 - Roberto Magari, matematico e logico italiano († 1994)
- 1934 - Frank Isaac País García, rivoluzionario cubano († 1957)
- 1934 - Luigi Petrini, regista e sceneggiatore italiano († 2010)
- 1934 - Augusto Rezzonico, politico e dirigente d'azienda italiano († 2025)
- 1934 - Masami Tanabu, politico, hockeista su ghiaccio e allenatore di hockey su ghiaccio giapponese († 2025)
- 1935 - Veronica Antal, beata rumena († 1958)
- 1935 - Jiří Čadek, calciatore cecoslovacco († 2021)
- 1935 - Jean-Claude Casadesus, direttore d'orchestra francese
- 1935 - Hanspeter Lanig, sciatore alpino e allenatore di sci alpino tedesco († 2022)
- 1935 - Ligia Lezama, scrittrice, sceneggiatrice e autrice televisiva venezuelana († 2018)
- 1935 - Luigi Lombardini, magistrato italiano († 1998)
- 1935 - Nick Mantis, cestista statunitense († 2017)
- 1935 - Armando Manzanero, cantautore, compositore e musicista messicano († 2020)
- 1935 - Hildegard Ochse, fotografa tedesca († 1997)
- 1936 - Martha Layne Collins, politica statunitense
- 1936 - Mario Costa, filosofo italiano († 2023)
- 1936 - René Ferrier, calciatore francese († 1998)
- 1936 - Glauco Onorato, attore, doppiatore e direttore del doppiaggio italiano († 2009)
- 1936 - Annette Strøyberg, attrice e modella danese († 2005)
- 1937 - Thad Cochran, politico statunitense († 2019)
- 1937 - Kenneth Colley, attore britannico († 2025)
- 1937 - Kaffe Fassett, stilista e artista statunitense
- 1937 - Larry Hankin, attore, sceneggiatore e regista statunitense
- 1937 - Trajko Rajković, cestista jugoslavo († 1970)
- 1938 - Andrzej Czuma, politico e avvocato polacco
- 1938 - Noris De Stefani, cantante italiana († 2021)
- 1938 - Shyamala Gopalan, scienziata e oncologa indiana († 2009)
- 1938 - Jean-Louis Schefer, critico d'arte, filosofo e storico dell'arte francese († 2022)
- 1938 - Julia Sutton, attrice britannica
- 1939 - Gerrit Borghuis, calciatore olandese († 2022)
- 1939 - Michael H. Crawford, storico e numismatico britannico
- 1939 - Antonino Mannino, politico italiano († 2022)
- 1939 - Gary Phillips, cestista statunitense († 2025)
- 1939 - Angelo Staniscia, politico italiano
- 1939 - Ian Ure, ex calciatore e allenatore di calcio scozzese
- 1940 - Silvio Ascenzi, politico, imprenditore e dirigente d'azienda italiano († 2024)
- 1940 - Mame Madior Boye, politica senegalese
- 1940 - Arturo Mercado, doppiatore e direttore del doppiaggio messicano
- 1940 - Klaus Tschira, imprenditore tedesco († 2015)
- 1940 - José Vázquez, calciatore argentino († 2016)
- 1941 - Mane Bajić, allenatore di calcio e calciatore jugoslavo († 1994)
- 1941 - Noel Carroll, mezzofondista irlandese († 1998)
- 1941 - Melba Pattillo Beals, attivista e giornalista statunitense
- 1941 - Gilberto Rodríguez Pérez, calciatore spagnolo († 2018)
- 1941 - Johnny Schuth, ex calciatore francese
- 1942 - Anna Maria Bietti Sestieri, archeologa italiana († 2023)
- 1942 - Harry Chapin, cantautore statunitense († 1981)
- 1942 - Pier Luigi Galli, calciatore italiano († 2018)
- 1942 - Ikuro Ishigure, giocatore di go giapponese
- 1942 - Richard McCoy, criminale e militare statunitense († 1974)
- 1942 - Maria Concetta Micheli, aviatrice italiana
- 1942 - Lasse Oksanen, ex hockeista su ghiaccio e allenatore di hockey su ghiaccio finlandese
- 1942 - Miguel Atienza, criminale spagnolo († 1967)
- 1942 - Gogó Rojo, attrice argentina († 2021)
- 1942 - Bill Stewart, attore britannico († 2006)
- 1942 - Abel Vieytez, calciatore argentino († 2016)
- 1943 - Peter Chatel, attore e drammaturgo tedesco († 1986)
- 1943 - Viviana Corsini, ex cestista italiana
- 1943 - Georges Coste, ex rugbista a 15 e allenatore di rugby a 15 francese
- 1943 - Akbar Eftekhari, calciatore iraniano († 2017)
- 1943 - Kurt Helmudt, canottiere danese († 2018)
- 1943 - Sue Johnston, attrice britannica
- 1943 - Nicholas Katz, matematico statunitense
- 1943 - Steve Pieczenik, psichiatra, scrittore e editore statunitense
- 1943 - Denis Sassou Nguesso, politico e militare della Repubblica del Congo
- 1943 - František Veselý, calciatore cecoslovacco († 2009)
- 1944 - A. J. Antoon, regista teatrale statunitense († 1992)
- 1944 - Daniel Chorzempa, organista, clavicembalista e compositore statunitense († 2023)
- 1944 - Geeta Iyengar, insegnante indiana († 2018)
- 1944 - Mino Reitano, cantautore, compositore e attore italiano († 2009)
- 1944 - Peter Ristner, sciatore alpino svedese († 2022)
- 1944 - Gianni Smaniotto, imprenditore italiano († 1995)
- 1945 - Alberto Batistoni, ex calciatore italiano
- 1945 - Antonino Bove, artista italiano
- 1945 - Nigel Cassidy, calciatore inglese († 2008)
- 1945 - Mohamed Osman Jawari, politico somalo († 2024)
- 1945 - Waldemaro Morgese, scrittore, saggista e editorialista italiano
- 1945 - W. D. Richter, sceneggiatore, regista e produttore cinematografico statunitense
- 1945 - Marion Rung, cantante finlandese
- 1945 - Clive Russell, attore britannico
- 1945 - Ken Shields, allenatore di pallacanestro canadese
- 1946 - Rosalind Ayres, attrice britannica
- 1946 - Jim Cameron, ex calciatore scozzese
- 1946 - Ahmed Faras, calciatore marocchino († 2025)
- 1946 - Mike Fusaro, cantante italiano
- 1946 - Kjell Hestvik, ex calciatore norvegese
- 1946 - Jan Erik Osland, ex calciatore norvegese
- 1946 - Giulio Prosperetti, giurista italiano
- 1946 - Hopkinson Smith, liutista e chitarrista statunitense
- 1946 - Kirsti Sparboe, cantante norvegese
- 1946 - Rostislav Václavíček, calciatore cecoslovacco († 2022)
- 1946 - Francesco Zana, ex calciatore italiano
- 1947 - Massimo Alberizzi, giornalista italiano
- 1947 - Johnny Bench, ex giocatore di baseball statunitense
- 1947 - Anne Marie Braafheid, modella olandese
- 1947 - Oliver Dragojević, cantante croato († 2018)
- 1947 - Anne Fine, scrittrice britannica
- 1947 - Wilton Daniel Gregory, cardinale e arcivescovo cattolico statunitense
- 1947 - Rudolf Horvath, ex calciatore austriaco
- 1947 - James Keach, attore, regista e produttore cinematografico statunitense
- 1947 - Wendy Padbury, attrice britannica
- 1947 - Silvio Raffo, poeta, scrittore e critico letterario italiano
- 1948 - Toni Capuozzo, giornalista, scrittore e conduttore televisivo italiano
- 1948 - Roland Hattenberger, ex calciatore austriaco
- 1948 - Arto Koivisto, ex fondista finlandese
- 1948 - Yoko Morishita, ex ballerina giapponese
- 1948 - Andrés Oliva, ciclista su strada spagnolo († 2023)
- 1948 - Stefano Rosso, cantautore e chitarrista italiano († 2008)
- 1948 - Nikola Šainović, politico serbo
- 1949 - Lengissa Bedane, ex maratoneta etiope
- 1949 - Ilda Boccassini, ex magistrata italiana
- 1949 - Francesco Bossi, filologo e grecista italiano († 2014)
- 1949 - Michael Duke, imprenditore statunitense
- 1949 - Marcello Farrabi, ex calciatore italiano
- 1949 - Joseph LeDoux, neuroscienziato statunitense
- 1949 - James Rivière, artista, designer e gioielliere italiano
- 1949 - Pietro Turchetti, scrittore e saggista italiano
- 1949 - Tom Waits, cantautore, polistrumentista e attore statunitense
- 1950 - Mohamed Ibn Chambas, politico ghanese
- 1950 - Ken Dugdale, allenatore di calcio e ex calciatore neozelandese
- 1950 - Carlo Galli, politico e filosofo italiano
- 1950 - Kaiser Haq, poeta, scrittore e traduttore bangladese
- 1950 - Goran Latifić, ex cestista jugoslavo
- 1950 - Cay Ljosdal, ex calciatore norvegese
- 1950 - Charlie McGettigan, cantante irlandese
- 1950 - Rocco Moretti, mafioso italiano
- 1950 - Anna Sarfatti, scrittrice italiana
- 1950 - Julia Spettel, ex sciatrice alpina austriaca
- 1951 - Daniel Branca, fumettista argentino († 2005)
- 1951 - Lucy Hughes-Hallett, scrittrice e biografa britannica
- 1951 - Pat McFarland, ex cestista statunitense
- 1951 - Nicolae Munteanu, ex pallamanista rumeno
- 1951 - Salvatore Perugini, politico italiano
- 1951 - Alberto Ruy Sánchez, scrittore messicano
- 1952 - Susan Collins, politica statunitense
- 1952 - Georges Corraface, attore francese
- 1952 - Helene Graswander, ex sciatrice alpina austriaca
- 1952 - Philippe Roux, ex sciatore alpino e pilota di rally svizzero
- 1952 - Vittorio Schifilliti, allenatore di calcio e ex calciatore italiano
- 1952 - Amanda Vanstone, politica e ambasciatrice australiana
- 1953 - Riccardo Albini, giornalista italiano
- 1953 - Vukica Mitić, cestista jugoslava († 2019)
- 1953 - Naledi Pandor, politica e docente sudafricana
- 1954 - Maria Basile, attrice italiana
- 1954 - Santino Di Matteo, mafioso e collaboratore di giustizia italiano
- 1954 - Florence Guédy, ex tennista francese
- 1954 - Gianfranco Jannuzzo, attore teatrale e commediografo italiano
- 1954 - Zdzisław Kapka, ex calciatore polacco
- 1954 - Gad Lerner, giornalista, conduttore televisivo e saggista italiano
- 1954 - Mariano Moroni, artista italiano
- 1954 - Francesco Nicolosi, pianista italiano
- 1954 - Bertín Osborne, cantante, showman e attore televisivo spagnolo
- 1954 - Thunderstick, batterista britannico
- 1955 - Priscilla Barnes, attrice statunitense
- 1955 - Chuck Loeb, chitarrista statunitense († 2017)
- 1955 - John MacPhail, allenatore di calcio e ex calciatore scozzese
- 1955 - Didier Malga, pilota di rally francese
- 1955 - Predrag Marković, politico serbo
- 1955 - Bob Marlette, produttore discografico statunitense
- 1955 - John McClelland, ex calciatore nordirlandese
- 1955 - Alfio Vandi, dirigente sportivo e ex ciclista su strada italiano
- 1955 - Alessandra Vanzi, attrice e regista teatrale italiana
- 1956 - Larry Bird, ex cestista, allenatore di pallacanestro e dirigente sportivo statunitense
- 1956 - Rebecca Harms, politica tedesca
- 1956 - Fabrizio Laurenti, regista e sceneggiatore italiano
- 1956 - Max Manfredi, cantautore italiano
- 1956 - Mike McCallum, pugile giamaicano († 2025)
- 1956 - Chuy Bravo, attore e comico statunitense († 2019)
- 1956 - Susan Minot, scrittrice e sceneggiatrice statunitense
- 1956 - Iveta Radičová, politica slovacca
- 1956 - Mark Rolston, attore statunitense
- 1956 - Anna Soubry, politica e avvocato inglese
- 1957 - Stefano Bicini, artista italiano († 2003)
- 1957 - John Lee Ka-chiu, politico hongkonghese
- 1957 - Tijjani Muhammad-Bande, politico, diplomatico e docente nigeriano
- 1957 - Frank Pastor, ex calciatore tedesco orientale
- 1957 - Oswald Sattler, cantante e musicista italiano
- 1957 - Roberto Urrutia, ex sollevatore cubano
- 1958 - Marie Louise Coleiro Preca, politica maltese
- 1958 - Djan Madruga, ex nuotatore brasiliano
- 1958 - Mel Owens, ex giocatore di football americano statunitense
- 1958 - Mario Prestifilippo, mafioso italiano († 1987)
- 1958 - Rick Rude, wrestler statunitense († 1999)
- 1958 - Tomohide Utsumi, ex cestista e allenatore di pallacanestro giapponese
- 1959 - Sandy Dian, musicista e produttore discografico italiano
- 1959 - Antoine Martínez, ex calciatore spagnolo
- 1960 - Jacob Barnabas Chacko Aerath, vescovo cattolico indiano († 2021)
- 1960 - Élisabeth Chaud, ex sciatrice alpina francese
- 1960 - Damiano Coletta, politico e medico italiano
- 1960 - Holger C. Gotha, attore, regista e produttore televisivo tedesco
- 1960 - Abdellatif Kechiche, attore, regista e sceneggiatore tunisino
- 1960 - Luciano Lanna, giornalista e saggista italiano
- 1960 - Tom Nichols, politologo e saggista statunitense
- 1960 - Antonello Piroso, giornalista, autore televisivo e conduttore televisivo italiano
- 1960 - Stefano Postiglione, ex pallanuotista italiano
- 1960 - Aimee Stephens, funzionaria statunitense († 2020)
- 1960 - Sergej Švecov, ex calciatore sovietico
- 1960 - István Szelei, ex schermidore ungherese
- 1960 - Josefa Zapata, ex schermitrice messicana
- 1961 - Catherine Bosero, ex cestista francese
- 1961 - Peter Lewison, ex schermidore statunitense
- 1961 - Li Xiaoqin, ex cestista cinese
- 1961 - Vincenzo Puzziferri, attore italiano
- 1962 - Petăr Aleksandrov, allenatore di calcio e ex calciatore bulgaro
- 1962 - Kürşat Alnıaçık, attore turco
- 1962 - Alain Blondel, ex multiplista francese
- 1962 - Xavier-Marie Bonnot, scrittore francese
- 1962 - Grecia Colmenares, attrice venezuelana
- 1962 - Magdalena Georgieva, ex canottiera bulgara
- 1962 - Angel Kelly, ex attrice pornografica e regista statunitense
- 1962 - Michele Medda, fumettista italiano
- 1962 - Imad Mugniyah, terrorista e militare libanese († 2008)
- 1963 - Mark Bowen, allenatore di calcio e ex calciatore gallese
- 1963 - Tracey Browning, ex cestista australiana
- 1963 - Claudia Brücken, cantante e produttrice discografica tedesca
- 1963 - Randall Einhorn, regista, produttore televisivo e direttore della fotografia statunitense
- 1963 - Gianluca Ferrero, dirigente sportivo italiano
- 1963 - Gabriele Kohlisch, ex slittinista e ex bobbista tedesca
- 1963 - Corinne Maier, psicanalista, economista e scrittrice francese
- 1963 - René Mangold, bobbista svizzero
- 1963 - Alessandro Mostes, ex pallanuotista e allenatore di pallanuoto italiano
- 1963 - Carsten Schloter, dirigente d'azienda tedesco († 2013)
- 1963 - Theo Snelders, ex calciatore olandese
- 1963 - Katsuya Terada, illustratore e fumettista giapponese
- 1964 - Siriporn Ampaipong, cantante e attrice thailandese
- 1964 - Vladimir Artëmov, ex ginnasta sovietico
- 1964 - Loreta Berūkštienė, ex cestista lituana
- 1964 - Patrick Fabian, attore statunitense
- 1964 - Anthony Frederick, cestista statunitense († 2003)
- 1964 - Károly Gelei, allenatore di calcio, ex calciatore e ex giocatore di calcio a 5 ungherese
- 1964 - Curtis Hughes, wrestler statunitense
- 1964 - Lee Hyung-kun, sollevatore sudcoreano († 2022)
- 1964 - J. R. Moehringer, giornalista e scrittore statunitense
- 1964 - Stuart Tinney, cavaliere australiano
- 1964 - Dario Zuffi, allenatore di calcio e ex calciatore svizzero
- 1965 - Errion Charles, ex calciatore britannico
- 1965 - Laura Ferrarese, astronoma e fisica italiana
- 1965 - Colin Hendry, ex calciatore e allenatore di calcio scozzese
- 1965 - Sergio Maciel, calciatore argentino († 2008)
- 1965 - Karen Mirzoyan, politico karabakho
- 1965 - Lanfranco Palazzolo, giornalista e scrittore italiano
- 1965 - Luis Sierra, ex calciatore spagnolo
- 1965 - Arūnas Visockas, ex cestista e allenatore di pallacanestro lituano
- 1965 - Jeffrey Wright, attore statunitense
- 1966 - Gem Archer, chitarrista britannico
- 1966 - Giancarlo De Andreis, autore televisivo e giornalista italiano
- 1966 - Marco Di Branco, storico italiano
- 1966 - Lucía Etxebarría, scrittrice, sceneggiatrice e poetessa spagnola
- 1966 - Alfonso Femia, architetto e designer italiano
- 1966 - C. Thomas Howell, attore e regista statunitense
- 1966 - Shin'ichi Itō, pilota motociclistico giapponese
- 1966 - Andres Kasekamp, storico canadese
- 1966 - L.E.S., produttore discografico statunitense
- 1966 - Fani Madida, ex calciatore sudafricano
- 1966 - Alberto Pallotta, scrittore e critico cinematografico italiano
- 1966 - Salvatore Palombi, attore italiano
- 1966 - Scott Shepherd, attore statunitense
- 1966 - Danijel Žeželj, fumettista, animatore e illustratore croato
- 1967 - Derrick Borte, regista, sceneggiatore e produttore cinematografico tedesco
- 1967 - Václav Chalupa, ex canottiere ceco
- 1967 - Alberico Gambino, politico italiano
- 1967 - Danny Hassel, attore statunitense
- 1967 - David Hirst, ex calciatore inglese
- 1967 - Jason Lutes, fumettista statunitense
- 1967 - Paolo Patanè, attivista italiano
- 1967 - Doina Stăiculescu, ex ginnasta rumena
- 1968 - Santiago Aldama, ex cestista spagnolo
- 1968 - Esra Dermancıoğlu, attrice turca
- 1968 - Irisberto Herrera, scacchista cubano
- 1968 - Filip Naudts, fotografo belga
- 1968 - Pål Anders Ullevålseter, pilota motociclistico norvegese
- 1969 - Vladimir Beljavskij, generale russo
- 1969 - Gianluca Mech, imprenditore e personaggio televisivo italiano
- 1969 - Paolo Milanoli, ex schermidore italiano
- 1969 - Zoran Ranković, ex calciatore jugoslavo
- 1969 - Peter Sitt, ex nuotatore tedesco
- 1970 - Adel Al Mulla, calciatore qatariota († 2022)
- 1970 - Yaël Braun-Pivet, politica, avvocata e attivista francese
- 1970 - Andrew Gilding, giocatore di freccette inglese
- 1970 - Lado Gurgenidze, politico georgiano
- 1970 - Jeon Mi-seon, attrice sudcoreana († 2019)
- 1970 - Lindy Layton, cantante britannica
- 1970 - Agustín Salvatierra, ex calciatore cileno
- 1970 - Steve Suissa, attore, regista e sceneggiatore francese
- 1970 - Edoardo Velo, attore italiano
- 1970 - Achim Vogt, ex sciatore alpino e sciatore freestyle liechtensteinese
- 1971 - Stephanie D'Abruzzo, attrice, cantante e doppiatrice statunitense
- 1971 - Giulio De Vita, fumettista italiano
- 1971 - Spira Grujić, ex calciatore serbo
- 1971 - Mauricio Hadad, ex tennista colombiano
- 1971 - Vladimir Hakobyan, scacchista armeno
- 1971 - Yoshihisa Hirano, compositore giapponese
- 1971 - Christian Kellner, pilota motociclistico tedesco
- 1971 - Chasey Lain, ex attrice pornografica statunitense
- 1971 - André Ristum, regista e sceneggiatore brasiliano
- 1971 - Massimo Rivola, dirigente sportivo italiano
- 1971 - Renato Sini, artista marziale e kickboxer italiano
- 1972 - Abdulla Mohamed Al Ishaq, ex calciatore qatariota
- 1972 - Nathalie Baudone, ex tennista italiana
- 1972 - Norino Brignola, pilota motociclistico italiano
- 1972 - Jordi Burillo, ex tennista spagnolo
- 1972 - Sean Dundee, ex calciatore sudafricano
- 1972 - Abdelhafid El-Guir, ex giocatore di calcio a 5 belga
- 1972 - Hermann Maier, ex sciatore alpino austriaco
- 1972 - Kae Nishina, ex calciatrice giapponese
- 1972 - Daniel Palau Valero, vescovo cattolico spagnolo
- 1972 - Jason Petkovic, ex calciatore australiano
- 1972 - Dara Rolins, cantante e attrice slovacca
- 1972 - Tammy Lynn Sytch, ex wrestler statunitense
- 1972 - Jason Winer, regista, sceneggiatore e attore statunitense
- 1973 - Kelly Barnhill, scrittrice statunitense
- 1973 - Vincenzo Chimirri, cavaliere italiano
- 1973 - Karen Jo Fields, cantante norvegese
- 1973 - Gorka Gerrikagoitia, dirigente sportivo e ex ciclista su strada spagnolo
- 1973 - Terrell Owens, giocatore di football americano statunitense
- 1973 - Junko Ozawa, ex calciatrice giapponese
- 1973 - Fabien Pelous, ex rugbista a 15 e dirigente sportivo francese
- 1973 - Scott Poteet, aviatore statunitense
- 1973 - Damien Rice, cantautore irlandese
- 1973 - Tuanku Nur Zahirah, sovrana malese
- 1973 - Octavio Valdez, allenatore di calcio e ex calciatore messicano
- 1974 - Nicole Appleton, cantante, conduttrice televisiva e attrice canadese
- 1974 - Sergio Arcuri, attore italiano
- 1974 - Marcelo Carballo, ex calciatore boliviano
- 1974 - Fabrizio Croci, attore italiano
- 1974 - Gerardo García, allenatore di calcio e ex calciatore spagnolo
- 1974 - DJ Fede, disc jockey e beatmaker italiano
- 1974 - Al Harris, ex giocatore di football americano statunitense
- 1974 - Musa Ibrahim, politico libico
- 1974 - Andrėj Laŭryk, dirigente sportivo, allenatore di calcio e ex calciatore bielorusso
- 1974 - Panagiōtīs Liadelīs, ex cestista greco
- 1974 - Manuel Martínez, ex pesista spagnolo
- 1974 - Kon Artis, rapper e produttore discografico statunitense
- 1974 - Alex Rădulescu, ex tennista tedesco
- 1974 - Kristie Lu Stout, giornalista statunitense
- 1975 - Frankie J, cantante messicano
- 1975 - Marco Borciani, pilota motociclistico e dirigente sportivo italiano
- 1975 - Jamie Clapham, allenatore di calcio e ex calciatore inglese
- 1975 - Riccardo Cocchi, ballerino italiano
- 1975 - Mateus Lopes, ex calciatore capoverdiano
- 1975 - William Pianu, allenatore di calcio e ex calciatore italiano
- 1975 - Calvert White, politico e ex cestista americo-verginiano
- 1975 - Yu Zhuocheng, ex tuffatore cinese
- 1975 - Denise Zich, attrice tedesca
- 1976 - Giovanna Aldegani, ex arciera italiana
- 1976 - Dave Bruylandts, ex ciclista su strada belga
- 1976 - Mark Duplass, attore, sceneggiatore e regista statunitense
- 1976 - Alan Faneca, ex giocatore di football americano statunitense
- 1976 - Ivan Franceschini, allenatore di calcio e ex calciatore italiano
- 1976 - Duncan D. Hunter, politico e militare statunitense
- 1976 - Martina Klein, modella, comica e conduttrice televisiva argentina
- 1976 - Manuela Kormann, giocatrice di curling svizzera
- 1976 - Oksana Rachmatulina, ex cestista russa
- 1976 - Sunny Sweeney, cantautrice statunitense
- 1976 - Davide Taini, ex calciatore svizzero
- 1976 - Benoît Tréluyer, ex pilota automobilistico francese
- 1976 - Leif Tsolis, ex calciatore e allenatore di calcio norvegese
- 1977 - Youcef Abdi, siepista e mezzofondista australiano
- 1977 - Robert Abela, politico e avvocato maltese
- 1977 - Espen Baardsen, ex calciatore norvegese
- 1977 - Delron Buckley, allenatore di calcio e ex calciatore sudafricano
- 1977 - Luke Donald, golfista britannico
- 1977 - Redi Hasa, violoncellista e compositore albanese
- 1977 - Dominic Howard, batterista britannico
- 1977 - Moses Kemboi, ex maratoneta keniota
- 1977 - Pape Sarr, ex calciatore senegalese
- 1977 - Janna Siukajeva, schermitrice azera
- 1977 - Mārtiņš Skirmants, ex cestista lettone
- 1977 - Fernando Vargas, ex pugile e attore statunitense
- 1977 - Marco Zamboni, calciatore italiano
- 1977 - Ahmed al-Nami, terrorista saudita († 2001)
- 1978 - Shiri Appleby, attrice statunitense
- 1978 - Bajrakitiyabha, principessa e diplomatica thailandese
- 1978 - Jermaine Boyette, ex cestista statunitense
- 1978 - David Canal, ex velocista spagnolo
- 1978 - Chris Chalk, attore statunitense
- 1978 - Déborah Gyurcsek, astista uruguaiana
- 1978 - Kristofer Hivju, attore norvegese
- 1978 - Jere Hård, ex nuotatore finlandese
- 1978 - Alaadin Ahmed Katoul Gibril, ex calciatore sudanese
- 1978 - Suzannah Lipscomb, storica e conduttrice televisiva britannica
- 1978 - Jeff Nichols, regista e sceneggiatore statunitense
- 1978 - Yūkō Osada, fumettista giapponese
- 1978 - Ronny Souto, ex calciatore capoverdiano
- 1979 - Stephen Ashfield, attore britannico
- 1979 - Sara Bareilles, cantautrice, compositrice e attrice statunitense
- 1979 - Eric Bauza, doppiatore e comico canadese
- 1979 - Allison Brock, cavallerizza statunitense
- 1979 - Mitja Brulc, ex calciatore sloveno
- 1979 - Jennifer Carpenter, attrice statunitense
- 1979 - Eric Chatfield, ex cestista statunitense
- 1979 - Lampros Choutos, ex calciatore greco
- 1979 - Jimmy Engoulvent, ex ciclista su strada e dirigente sportivo francese
- 1979 - Shaunzinski Gortman, ex cestista statunitense
- 1979 - Marián Kelemen, ex calciatore slovacco
- 1979 - Matthieu Lagrive, pilota motociclistico francese
- 1979 - Diana Berg, attivista ucraina
- 1979 - Vicente Sánchez, allenatore di calcio e ex calciatore uruguaiano
- 1979 - Ronaldo Souza, artista marziale misto brasiliano
- 1979 - Laura Torrisi, attrice italiana
- 1979 - Maksim Turov, scacchista russo
- 1979 - Gianni Verdesca, attore italiano
- 1979 - Mimmo Verdesca, regista cinematografico italiano
- 1980 - Clément Beaud, ex calciatore camerunese
- 1980 - Julie de Bona, attrice francese
- 1980 - Antonio Federico, politico italiano
- 1980 - Clemens Fritz, ex calciatore tedesco
- 1980 - Boris Sanson, schermidore francese
- 1980 - John Terry, allenatore di calcio e ex calciatore inglese
- 1981 - Nicholas Addlery, ex calciatore giamaicano
- 1981 - Henry Dagmil, ex lunghista filippino
- 1981 - Matthew Dominick, astronauta statunitense
- 1981 - Øyvind Eide, allenatore di calcio norvegese
- 1981 - Elizabeth Fetterhoff, politica statunitense
- 1981 - Zachary James, basso-baritono e attore teatrale statunitense
- 1981 - Marko Ljubinković, ex calciatore serbo
- 1981 - Julien Peudecoeur, canottiere francese
- 1981 - Juan Pietravallo, ex calciatore argentino
- 1981 - Fernando Sousa, ex cestista portoghese
- 1981 - Sonny Thoss, ex cestista filippino
- 1981 - Martin Tomczyk, pilota automobilistico tedesco
- 1981 - Tuba Ünsal, attrice e ex modella turca
- 1982 - Emma Adbåge, scrittrice e illustratrice svedese
- 1982 - Lou Amundson, ex cestista statunitense
- 1982 - Lucio Besana, sceneggiatore italiano
- 1982 - Boo Davis, ex cestista statunitense
- 1982 - Jack Huston, attore britannico
- 1982 - K.J. Noons, artista marziale misto, ex pugile e kickboxer statunitense
- 1982 - Mikey Varas, allenatore di calcio statunitense
- 1982 - Ėduard Vorganov, ciclista su strada russo
- 1983 - Vida Anim, ex velocista ghanese
- 1983 - Clayton Baptistella, ex giocatore di calcio a 5 brasiliano
- 1983 - Linda Bresonik, ex calciatrice tedesca
- 1983 - Jason Dourisseau, ex cestista e allenatore di pallacanestro statunitense
- 1983 - Darío Gandín, ex calciatore argentino
- 1983 - Jacopo Giachetti, cestista italiano
- 1983 - Jason Hoffschneider, ex giocatore di football americano statunitense
- 1983 - Robb Kulin, ex astronauta e ingegnere statunitense
- 1983 - Kvarforth, chitarrista e cantante svedese
- 1983 - Roberta Mattei, attrice italiana
- 1983 - Matt Menard, wrestler canadese
- 1983 - Francesco Negri, militare italiano
- 1983 - David Philippaerts, pilota motociclistico italiano
- 1983 - Al Thornton, cestista statunitense
- 1983 - Dzmitryj Ščahrykovič, calciatore bielorusso
- 1984 - Ousmane Barro, cestista senegalese
- 1984 - Jan Bárta, ex ciclista su strada ceco
- 1984 - Mike Baxter, ex giocatore di baseball statunitense
- 1984 - Aaron Gray, ex cestista e allenatore di pallacanestro statunitense
- 1984 - Jawaher bint Hamad Al Thani, qatariota
- 1984 - Hanah, cantante norvegese
- 1984 - Robert Kubica, pilota automobilistico e ex pilota di rally polacco
- 1984 - Céline Laporte, multiplista, ostacolista e lunghista seychellese
- 1984 - Marco Maddaloni, judoka e personaggio televisivo italiano
- 1984 - Milan Michálek, hockeista su ghiaccio ceco
- 1984 - Emmanuel Muscat, ex calciatore australiano
- 1984 - Boris Nguéma, calciatore gabonese
- 1984 - Ihor Rejzlin, schermidore ucraino
- 1984 - Luca Rigoni, allenatore di calcio e ex calciatore italiano
- 1984 - Sang Xue, tuffatrice cinese
- 1984 - Łukasz Wiśniewski, ex cestista polacco
- 1985 - Ryan Amoroso, ex cestista statunitense
- 1985 - Alison Cerutti, giocatore di beach volley brasiliano
- 1985 - Dominic Chatto, ex calciatore nigeriano
- 1985 - Daniele Danesin, canottiere italiano
- 1985 - Nikica Košutić, ex calciatore serbo
- 1985 - Jon Moxley, wrestler statunitense
- 1985 - Purav Raja, tennista indiano
- 1985 - Tesfa Robinson, calciatore nevisiano
- 1986 - Emily Berrington, attrice inglese
- 1986 - Nawang Dhendup, calciatore bhutanese
- 1986 - Billy Horschel, golfista statunitense
- 1986 - Im Jyoung-hwa, ex sollevatrice sudcoreana
- 1986 - Kacper Kozłowski, velocista polacco
- 1986 - Rok Kronaveter, calciatore sloveno
- 1986 - Ledian Memushaj, allenatore di calcio e ex calciatore albanese
- 1986 - Jakov Milatović, politico e economista montenegrino
- 1986 - Julian Palmieri, calciatore francese
- 1986 - Daniel Pfister, slittinista austriaco
- 1986 - Nita Strauss, musicista statunitense
- 1986 - Michael Wilhoite, ex giocatore di football americano e allenatore di football americano statunitense
- 1986 - Nicolas Zaïre, calciatore francese
- 1987 - ACH, wrestler statunitense
- 1987 - Islén Carbonell, ex cestista cubana
- 1987 - Aaron Carter, cantante, rapper e attore statunitense († 2022)
- 1987 - Tanika Charles, cantautrice canadese
- 1987 - Michael Chiesa, artista marziale misto statunitense
- 1987 - Nicklas Danielsson, hockeista su ghiaccio svedese
- 1987 - Tommi Huhtala, hockeista su ghiaccio finlandese
- 1987 - Chance Myers, ex calciatore statunitense
- 1987 - Phạm Lê Thảo Nguyễn, scacchista vietnamita
- 1987 - Darryl Partin, ex cestista statunitense
- 1987 - Joel Senior, ex calciatore giamaicano
- 1988 - Juan Abarca, calciatore cileno
- 1988 - Nathan Adrian, nuotatore statunitense
- 1988 - Emily Browning, attrice australiana
- 1988 - Laurent Depoitre, ex calciatore belga
- 1988 - Angelina Gabueva, tennista russa
- 1988 - Cláudia Gadelha, artista marziale mista brasiliana
- 1988 - Andrew Goudelock, cestista statunitense
- 1988 - Roy Helu, giocatore di football americano statunitense
- 1988 - Kim Do-yeon, calciatrice sudcoreana
- 1988 - James Marshall, rugbista a 15 neozelandese
- 1988 - Franck Ndongo, ex cestista camerunese
- 1988 - Josh Owens, ex cestista statunitense
- 1988 - Benjamin Clementine, cantautore, musicista e poeta britannico
- 1988 - Andrés Santos, ex giocatore di calcio a 5 argentino
- 1988 - Julyan Stone, cestista statunitense
- 1988 - Philipp Zepnik, ex sciatore alpino tedesco
- 1989 - Basia A'Hern, attrice australiana
- 1989 - Matthias Brändle, ex ciclista su strada austriaco
- 1989 - Danilo Celano, ex ciclista su strada italiano
- 1989 - Gazzelle, cantautore italiano
- 1989 - Zita Hanrot, attrice francese
- 1989 - Kyle Hendricks, giocatore di baseball statunitense
- 1989 - Nicholas Hoult, attore britannico
- 1989 - Caleb Landry Jones, attore e cantante statunitense
- 1989 - Keng Sang Choi, calciatore macaense
- 1989 - Philip Larsen, hockeista su ghiaccio danese
- 1989 - Danny Latza, calciatore tedesco
- 1989 - Alessandro Marchi, calciatore italiano
- 1989 - Tanja Muïn'o, regista ucraina
- 1989 - Odei Onaindia, calciatore spagnolo
- 1989 - Alberto Paradossi, attore italiano
- 1989 - Matías Pascual, hockeista su pista argentino
- 1989 - Ria Percival, calciatrice britannica
- 1989 - Mauro Quiroga, calciatore argentino
- 1989 - Simone Ruffini, nuotatore italiano
- 1989 - Mark Ryder, attore britannico
- 1989 - Kevin Séraphin, ex cestista francese
- 1989 - Ivan Tomečak, calciatore croato
- 1990 - Cameron Bairstow, ex cestista australiano
- 1990 - Beatrice Baldaccini, attrice e cantante italiana
- 1990 - Gilda Cerri, cestista italiana
- 1990 - David Goffin, tennista belga
- 1990 - Renate Jansen, calciatrice olandese
- 1990 - Brian Johnson, giocatore di baseball statunitense
- 1990 - Aleksandr Men'kov, lunghista russo
- 1990 - Ida Nowakowska, attrice, ballerina e conduttrice televisiva polacca
- 1990 - Marte Olsbu Røiseland, ex biatleta norvegese
- 1990 - Denis Polochin, ex cestista russo
- 1990 - Yasiel Puig, giocatore di baseball cubano
- 1990 - Urszula Radwańska, tennista polacca
- 1990 - Joey van Zegeren, cestista olandese
- 1990 - Nikola Ćaćić, ex tennista serbo
- 1991 - William Alves, calciatore brasiliano
- 1991 - Jonathan Barlow, giocatore di calcio a 5 e calciatore norvegese
- 1991 - Camil Domínguez, pallavolista dominicana
- 1991 - Hafsatu Kamara, velocista sierraleonese
- 1991 - Domenico Marzaioli, ex cestista italiano
- 1991 - Alessia Mesiano, pugile italiana
- 1991 - Taqele Naiyaravoro, rugbista a 15 e rugbista a 13 australiano
- 1991 - Dori Sakurada, attore, modello e cantante giapponese
- 1991 - Delphin Tshiembe, calciatore congolese (Repubblica Democratica del Congo)
- 1991 - Łukasz Wiśniowski, ciclista su strada polacco
- 1991 - Chris Wood, calciatore neozelandese
- 1992 - Filippo Agostini, pallanuotista italiano
- 1992 - Sfera Ebbasta, rapper italiano
- 1992 - Sean Couturier, hockeista su ghiaccio canadese
- 1992 - Nejc Dežman, ex saltatore con gli sci sloveno
- 1992 - Fran García, calciatore spagnolo
- 1992 - Giuseppe Montello, fondista e biatleta italiano
- 1992 - Lev Mosin, velocista russo
- 1992 - Fabien Ourega, calciatore francese
- 1992 - Damián Schmidt, ex calciatore argentino
- 1992 - Arlenis Sierra, ciclista su strada e pistard cubana
- 1992 - Alemão, calciatore brasiliano
- 1993 - Franck Boli, calciatore ivoriano
- 1993 - Samba Diong, lottatore francese
- 1993 - D.J. Fenner, cestista statunitense
- 1993 - Chris Harper, giocatore di football americano statunitense
- 1993 - Natalie Hinds, nuotatrice statunitense
- 1993 - Hugo Marchand, ballerino francese
- 1993 - Brandon Moreno, artista marziale misto messicano
- 1993 - Marvin Potzmann, calciatore austriaco
- 1993 - Kiyou Shimizu, karateka giapponese
- 1993 - Luke Strong, ginnasta britannico
- 1993 - Yūto Suzuki, calciatore giapponese
- 1993 - Tamás Szeles, calciatore ungherese
- 1993 - Jasmine Villegas, cantante statunitense
- 1993 - Simone Wild, sciatrice alpina svizzera
- 1993 - Rick Zabel, ex ciclista su strada tedesco
- 1994 - Patricia Allison, attrice britannica
- 1994 - Pete Alonso, giocatore di baseball statunitense
- 1994 - Simona Djankova, ginnasta bulgara
- 1994 - Yuzuru Hanyū, pattinatore artistico su ghiaccio giapponese
- 1994 - Madii Himbury, sciatrice freestyle australiana
- 1994 - Lapassalan Jiravechsoontornkul, attrice e modella thailandese
- 1994 - Giannīs Mystakidīs, ex calciatore greco
- 1994 - Valentin Rongier, calciatore francese
- 1994 - Amina Tyler, attivista e blogger tunisina
- 1994 - Viljar Vevatne, calciatore norvegese
- 1995 - Leandro Contín, calciatore argentino
- 1995 - Enzo Díaz, calciatore argentino
- 1995 - Niclas Eliasson, calciatore svedese
- 1995 - Jody Fortson, giocatore di football americano statunitense
- 1995 - Werkuha Getachew, siepista e mezzofondista etiope
- 1995 - Santi Mina, calciatore spagnolo
- 1995 - Joaquín Montecinos, calciatore cileno
- 1995 - Demetre Rivers, cestista statunitense
- 1995 - Julio César Rodríguez López, calciatore spagnolo
- 1995 - Patrick Roest, pattinatore di velocità su ghiaccio olandese
- 1995 - Imani Tate, cestista statunitense
- 1995 - Takahiro Tsuruda, lottatore giapponese
- 1996 - Marisa Abela, attrice britannica
- 1996 - Pedro Guedes, giocatore di calcio a 5 brasiliano
- 1996 - Stepan Kur'janov, ciclista su strada russo
- 1996 - Lee Da-bin, taekwondoka sudcoreana
- 1996 - Leonardo Mantelli, rugbista a 15 italiano
- 1996 - Miguel Rodrigues, calciatore svizzero
- 1996 - Gabrielle Thomas, velocista statunitense
- 1996 - Oshane Ximines, giocatore di football americano statunitense
- 1997 - Hassan Kajoke, calciatore malawiano
- 1997 - Takahiro Shikine, schermidore giapponese
- 1997 - Elizaveta Šabanova, cestista russa
- 1998 - Moeka Minami, calciatrice giapponese
- 1998 - Manon Petit-Lenoir, snowboarder francese
- 1998 - Sergio Pretta, karateka italiano
- 1998 - Mina Satō, pistard giapponese
- 1998 - Filippo Schiavo, hockeista su pista italiano
- 1998 - Emanuele Valeri, calciatore italiano
- 1999 - Iosra Abdelaziz, ex ginnasta italiana
- 1999 - Uri Dahan, calciatore israeliano
- 1999 - Sam Dalby, calciatore inglese
- 1999 - Merchas Doski, calciatore tedesco
- 1999 - Hannes Harju, giocatore di football americano finlandese
- 1999 - Raddy Ovouka, calciatore congolese (Repubblica del Congo)
- 1999 - Mirian Maisuradze, lottatore georgiano
- 1999 - Anicet Oura, calciatore ivoriano
- 1999 - Casper Øyvann, ex giocatore di calcio a 5 e calciatore norvegese
- 1999 - Isaac Schmidt, calciatore svizzero
- 1999 - Markees Watts, giocatore di football americano statunitense
- 1999 - Jovani Welch, calciatore panamense
- 2000 - Alberto Amodeo, nuotatore italiano
- 2000 - Dane Belton, giocatore di football americano statunitense
- 2000 - Kirill Boženov, calciatore russo
- 2000 - Klara Bühl, calciatrice tedesca
- 2000 - Mary Ekiru, mezzofondista keniota
- 2000 - Will Ferry, calciatore inglese
- 2000 - Rubens Gilli, hockeista su pista italiano
- 2000 - Vivien Keszthelyi, pilota automobilistica ungherese
- 2000 - Abdelmalek Merabet, lottatore algerino
- 2000 - Rick Pluimers, ciclista su strada olandese
- 2000 - Ronaldo Cesar, calciatore brasiliano

## XXI secolo(19)
- 2001 - Ryan Alebiosu, calciatore inglese
- 2001 - Alfonso Barco, calciatore peruviano
- 2001 - Suleiman Camara, calciatore gambiano
- 2001 - Chang Yani, tuffatrice cinese
- 2001 - Francesco D'Angelo, canoista e cestista italiano
- 2001 - Alec Díaz, calciatore portoricano
- 2001 - Giulia Imperio, sollevatrice italiana
- 2001 - Jalen McMillan, giocatore di football americano statunitense
- 2001 - Quevedo, rapper spagnolo
- 2001 - Giulio Zeppieri, tennista italiano
- 2002 - Noah Bischof, calciatore austriaco
- 2002 - Lindon Emërllahu, calciatore kosovaro
- 2002 - Torri Huske, nuotatrice statunitense
- 2002 - Andrew Mukuba, giocatore di football americano zimbabwese
- 2003 - Caterina Amalia di Orange-Nassau, principessa olandese
- 2003 - Niklas Malacinski, combinatista nordico statunitense
- 2005 - Fabricio Pérez, calciatore argentino
- 2005 - Maykon Jesus, calciatore brasiliano
- 2008 - Summer Fontana, attrice statunitense

## Senza anno specificato(2)
- Nicola Michetti, architetto italiano († 1758)
- Francesca Rossi, informatica italiana